# Fraternidad
Fraternidad (uit het Spaans: "Broederschap") is een gemeente (gemeentecode 1405) in het departement Ocotepeque in Honduras.
Het dorp maakte deel uit van de gemeente Dolores Merendón tot het in 1909 een zelfstandige gemeente werd. De gemeente ligt in de Cordillera de El Merendón.

## Bevolking
De bevolking is als volgt verdeeld:
| Vrouwen | 2784 | 48,3% |
| Mannen  | 2985 | 51,7% |

## Dorpen
De gemeente bestaat uit vier dorpen (aldea), waarvan het grootste qua inwoneraantal: Fraternidad (code 140501).